# Snuneymuxw

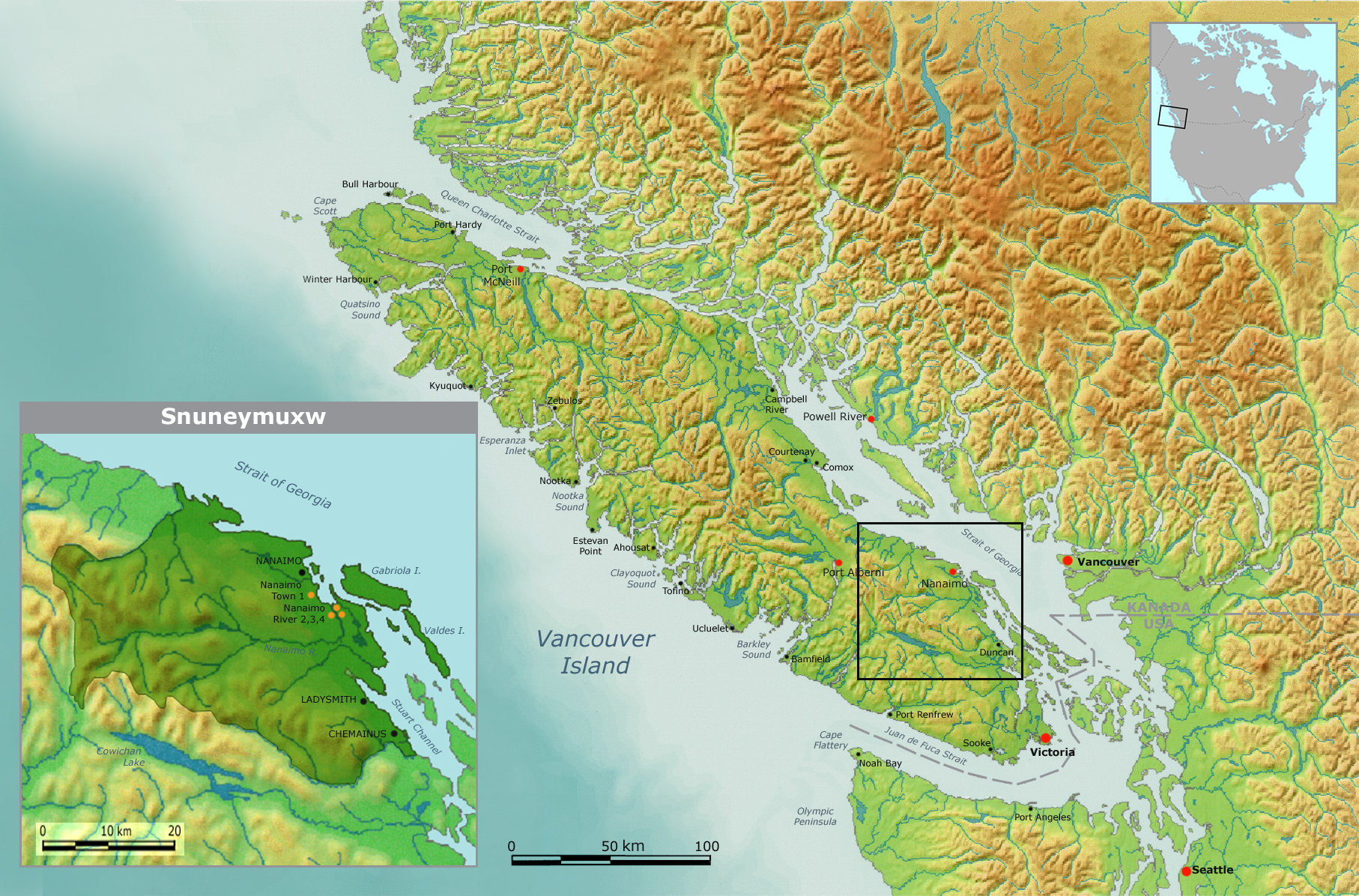
Traditionelles Territorium der Snuneymuxw und heutige Reservate

Die Snuneymuxw (auch Snunéymuxw geschrieben) oder Nanaimo sind eine der kanadischen First Nations (Indianer Nordamerikas) in der Provinz British Columbia. Sie gehören zur Gruppe der Küsten-Salish und leben im Südosten von Vancouver Island um Nanaimo. Von den 1.598 anerkannten Stammesangehörigen (März 2010) lebten knapp zwei Drittel außerhalb der vier Reservate um Nanaimo Harbour und am Nanaimo River. 
Sie sprechen einen Dialekt des Küsten-Salish, das Hul’qumi’num. Ihr traditionelles Territorium umfasst rund 980 km², dazu kommen rund 1.040 km², die sich mit den Gebieten anderer First Nations überschneiden. Das Gebiet erstreckt sich von einem Punkt nördlich von Neck Point im Norden bis Boat Harbour im Süden. Dazu kommen Gabriola Island und einige kleinere Inseln sowie Gebiete am Nanaimo River. Die anglisierte Form des Stammesnamens hat der Stadt Nanaimo ihren Namen gegeben.

## Geschichte
Die Snunéymuxw lebten um 1840 in fünf Dörfern. Eine Untersuchung im Jahr 1987 ermittelte zehn shell middens, verschiedene Höhlengrabstätten und Petroglyphen. Auf Mudge Island fanden sich mindestens sieben weitere archäologische Stätten. In der Departure Bay wurde 1992 eine archäologische Grabung durchgeführt, deren älteste Fundstücke rund 2000 Jahre alt sind. Sie stehen mit der Marpole-Kultur in Zusammenhang. Wichtigste Fundstätte war hierbei die bereits 1962 entdeckte False Narrows Site. 1966 fand man dort 402 Artefakte und 18 Grabstätten, 1967 erfolgte eine weitere Grabung. Zusammen ergaben sie die Überreste von 86 Individuen und 2.194 Artefakte. David Burley untersuchte die Funde 1989 erneut und konnte die ältesten ins 1. vorchristliche Jahrhundert datieren (False Narrows I, mittlere Marpole-Phase). Die Funde weisen eine hohe kulturelle Kontinuität auf, zudem deuten sie auf ausgeprägte gesellschaftliche Differenzierung hin. Seit August 2007 wurden in der Departure Bay 15 weitere Gräber entdeckt.

### Reservate, Missionierung, Pocken
Der erste Handelsposten der Hudson’s Bay Company entstand Anfang des 19. Jahrhunderts im heutigen Nanaimo. 1849 berichtete Häuptling Ki-et-sa-kun der Company über Kohlevorkommen. 1853 errichtete die HBC ein Fort, die Nanaimo Bastion. 
1850 und 1854 handelte Gouverneur James Douglas 14 Verträge mit den Indianerstämmen auf Vancouver Island aus, die so genannten Douglas Treaties. Neun von ihnen wurden 1850 mit Stämmen um Victoria, Metchosin und T'sou-ke ausgehandelt, zwei 1851 für die Ft. Rupert-Region, zwei im folgenden Jahr für die Saanich Peninsula. Der letzte Vertrag kam mit den Nanaimo zustande. Sie enthalten Bestimmungen zu etwa 3 % der Fläche der Insel. Die Nanaimo mussten ihr Land gegen 668 Decken eintauschen. Doch 1853 stellte Douglas fest, dass es Widerstand gegen die Landabtretung gab. Die Pockenepidemie von 1862, eingeschleppt aus San Francisco, führte, wie fast im gesamten kanadischen Westen, zu dramatischen Sterblichkeitsraten.
Anfang der 1860er Jahre missionierte hier die Methodistenkirche. Sie war so erfolgreich, dass 30 Jahre später die Auffassung vorherrschte, jeder unter den Indianern, der Methodist war, sei auch Angehöriger der Snunéymuxw. 1892 lebten noch 178 von ihnen.
Ende des 19. Jahrhunderts war die Zahl der Indianer drastisch zurückgegangen. Die meisten lebten weiterhin in ihren Dörfern, wobei sich zwei bis drei Familien ein Haus teilten. Mindestens ein Mann arbeitete 1891 als Portier in einem der Hotels.
Robert Dunsmuir, dem die größten Kohlebergwerke gehörten, betrieb auch mehrere Kohleminen im ehemaligen Stammesgebiet.

### Indianerpolitik bis Mitte des 20. Jahrhunderts
Als die McKenna-McBride-Kommission ab 1913 die Reservate aufsuchte, schlug sie vor, dass das Reservat des „Nanaimo Tribe“, „No.1-Nanaimo City, 47.00 acres; No.2-Nanaimo River, 128.00 acres; No.3-Nanaimo River, 260.00 acres; No.4-Nanaimo River, 200.00 acres; No.5-Fishing Station, 2.5 acres; No.6-Burial Ground“ (hier handelte es sich um eine kleine Insel mit Friedhof, dessen Fläche der Kommission unbekannt war) bestehen bleiben sollte. Rechtskraft erhielten die Vorschläge der Kommission erst 1923.
Wie in ganz Kanada wurden auch die Snunéymuxw der Schulpflicht unterworfen, mussten sie dabei in so genannten Residential Schools absolvieren, in denen die Pflichtsprache Englisch war. So versuchte man bis in die Siebzigerjahre eine Integration zu erzwingen.

### Schutz der Kultur, wirtschaftliche Partizipation
Immerhin konnte 1948 erreicht werden, dass die herausragenden Kunstwerke der Snunéymuxw und auch anderer Stämme im Petroglyph Provincial Park geschützt werden. Dort finden sich vor allem Sandsteinarbeiten, die von zahlreichen Stämmen gefertigt wurden.
Die Snuneymuxw First Nation zählt zu den Mitgliedern des Naut'sa Mawt Tribal Council, der gemeinsam die Stämme der Burrard, Chemainus First Nation, der Halalt, Homalco, der Klahoose First Nation, der Sliammon der Nanoose, der Malahat und der T'sou-ke gegenüber der Regierung vertritt.
1993 traten die Snunéymuxw in den Vertragsprozess mit der kanadischen Regierung und der Provinzregierung ein.
2003 schloss man mit der Regierung ein agreement-in-principle, eine Art Grundsatzvereinbarung. Danach sollten die Indianer 74,4 Millionen CAD in bar, sowie Land und ein Gebäude in Nanaimo erhalten. Das Gebiet würde demnach von 300 auf 5.000 ha anwachsen. Außerdem würde die Band nicht mehr dem Indian Act unterliegen. Dazu kommen exklusive Rechte auf kommerziellen Fischfang, Holzeinschlag und Kohleabbau. Auf der anderen Seite würde die übliche Steuerbefreiung entfallen.
2006 unterzeichneten 43 Stämme in British Columbia einen Vertrag untereinander, der sechs Punkte als Voraussetzung für weitere Vertragsverhandlungen festlegt. Diese Punkte sind also vor jedem neuen Vertragsabschluss positiv zu klären: Verlässlichkeit, der verfassungsmäßige Status des Vertragslandes, Selbstregierung, Co-Management von Land und Ressourcen, Steuern und Abgaben sowie Fischereirechte.
Im September 2007 schlossen die Provinzregierung und die Stadt Nanaimo einen Vertrag mit den Snunéymuxw zur gemeinsamen Bewirtschaftung des Newcastle Island Marine Provincial Park, der schon seit fast 50 Jahren unter Schutz steht.
Im März 2010 waren 1.598 Menschen als Mitglieder des Stammes registriert, davon lebten 567 im Reservat, 113 in anderen Reservaten und 917 außerhalb.